# Alysson maracandensis
Alysson maracandensis  (лат.) — вид песочных ос из подсемейства Bembicinae (триба Alyssontini). 
Палеарктика. Узбекистан. 
Мелкие осы (около 6 мм). Мезосома красная, остальное тело буровато-чёрное с двумя жёлтыми пятнами на втором тергите брюшка (основание метасомы красное). Жгутик усиков самок 11-члениковый, а у самцов 12-члениковый. Гнездятся в земле. Ловят мелких цикадок.